# Cytoglobine
La cytoglobine (ou histoglobine) est une globine respiratoire constituée, chez l'homme et la souris, par 190 acides aminés. Elle est produite par le gène (CYGB), localisé sur le chromosome 17q25. Contrairement à d'autres globines tissu-spécifiques (hémoglobine produite par les globules rouges, myoglobine dans les muscles, neuroglobine dans le système nerveux), elle semble ubiquitaire c’est-à-dire exprimée dans la totalité des types cellulaires de l'organisme. 

## Le gène de la cytoglobine
L'étude phylogénétique des gènes des globines montre que la cytoglobine et la myoglobine appartiennent à un même clade distinct de celui de l'hémoglobine et la neuroglobine. La globine ancestrale qui leur a donné naissance remonte à plus de 450 millions d'années. 
La cytoglobine mammalienne affiche une longueur plus importante (190 amino acides) que celles d'autres globines (140 et 150 amino acides). Ceci est dû à une extension de deux vingtaines d'amino acides aux extrémités N et C terminales de la protéine. En effet la cytoglobine se replie en huit hélices de type α. Les résidus impliqués chez les globines dans la fixation de l'oxygène sont conservés aussi pour la cytoglobine. En plus des deux introns B12.2 et G7.0 contenus dans les gènes d'autres globines (hélices B et G), celui de la neuroglobine (CYGB) comporte un troisième intron HC11.2 dans l'hélice H près de l'extrémité 3’ de la région codante. Ce dernier exon du côté 3’ est absent chez les poissons mais il est acquis plus tardivement dans l'évolution des tétrapodes.

## L'expression et la fonction de la cytoglobine
Bien que la cytoglobine se trouve dans le cytoplasme de la plupart des types cellulaires, son taux de production révélé par la technique de Northern blot diffère d'un tissu à un autre (voir la photo ci-contre). Cette distribution de l'expression va à l'encontre d'une fonction exclusivement respiratoire attribuée à cette protéine. En effet, selon d'autres études, la cytoglobine se trouve préférentiellement synthétisée dans les cellules du tissu conjonctif (fibroblastes) et de soutien (chondrocytes et ostéoblastes) ce qui va dans le sens de l'hypothèse selon laquelle elle serait impliquée dans la synthèse du collagène (protéine de soutien) (3). En effet, il est possible que la cytoglobine fournisse de l'oxygène à la prolyl-4-hydroxylase (EC 1.14.11.2), une ferroenzyme clé catalysant l'hydroxylation des résidus proline de la molécule de procollagène.
En conditions d'hypoxie, la synthèse de cytoglobine est doublée, plus encore dans le cœur que dans le foie. Ce mécanisme peut s'expliquer par le fait que la cytoglobine sert à stocker et à faciliter le transport de l'oxygène vers la chaîne respiratoire dans les mitochondries. 
La présence de cytoglobine dans les neurones soulève de nombreuses questions sur les fonctions qu'elle pourrait jouer au niveau du système nerveux central. En effet, ce tissu possède déjà une globine spécifique, la neuroglobine. Les auteurs envisagent son  rôle potentiel comme donneur d'O2 pour certaines réactions enzymatiques - entre autres, la synthèse du NO à partir de l'arginine par les NO synthases.

## Documentation
Cours et articles
- [PDF] Transport de l'oxygène dans le sang: Cours.
- [PDF] Cytoglobin: A Novel Globin Type Ubiquitously Expressed in Vertebrate Tissues: Découverte de la cytoglobine.
- [PDF] Cytoglobin Is a Respiratory Protein in Connective Tissue and Neurons, Which Is Up-regulated by Hypoxia: Article fondamental.

Banques de données biologiques
- Crystal structure of human cytoglobin at 1.68 angstroms resolution : Structure 3D et modèle interactif (java) de la cytoglobine par la Protein Data Bank (RCSB PDB). Attention: Si ce lien ne fonctionne pas, effectuez vous même une recherche sur ce site avec le mot clé cytoglobin.
- Q8WWM9 Human cytoglobin gene (Swiss-Prot) : Séquence complète et autres informations sur le gène humain de la cytoglobine (CYGB) par la Swiss-Prot.
- Pubmed: Pour consulter l'actualité biologique et médicale sur ce sujet NLM.